# Tiên Hưng, Hưng Yên
Tiên Hưng là một xã thuộc tỉnh Hưng Yên, Việt Nam.

## Địa lý
Xã Tiên Hưng nằm ở phía đông nam của tỉnh Hưng Yên, có vị trí địa lý:
- Phía bắc giáp xã Thần Khê và xã Hưng Hà.
- Phía đông giáp các xã Bắc Tiên Hưng, Nam Tiên Hưng và Đông  Tiên Hưng.
- Phía nam giáp xã Thư Trì và xã Vạn Xuân.
- Phía tây giáp xã Hồng Minh.

## Lịch sử
Ngày 16 tháng 6 năm 2025, Ủy ban Thường vụ Quốc hội ban hành Nghị quyết số 1666/NQ-UBTVQH15 về việc sắp xếp các đơn vị hành chính cấp xã của tỉnh Hưng Yên năm 2025. Theo đó, sắp xếp toàn bộ diện tích tự nhiên, quy mô dân số của các xã Minh Tân (huyện Đông Hưng), Hồng Bạch, Thăng Long và Hồng Việt thành xã mới có tên gọi là xã Tiên Hưng.